# Содружество Филиппины
Содру́жество Филиппи́ны (исп. Mancomunidad de Filipinas, таг. Kómonwelt nañg Pilipinas) — неинкорпорированная территория и содружество США, существовавшее с 1935 по 1946 год, образованное в результате принятия закона Тайдингса — Макдаффи о замене островного правительства Филиппинских островов, как переходная администрация в рамках подготовки к полной независимости островов; внешняя политика островов оставалась под контролем США.
Содружество имело верховную власть и верховный суд, а также законодательный орган, в котором доминировала националистическая партия, которая была сначала однопалатным, а затем двухпалатным. В 1937 году филиппинское правительство избрало тагальский язык — язык Манилы и прилегающих территорий в качестве официального, хотя его использование началось значительно позже. Было введено женское избирательное право, и экономика вернулась к периоду до Великой депрессии, вплоть до начала Второй мировой войны. В 1942—1945 годах острова были оккупированы Японией, и таким образом было образовано правительство в изгнании. В 1946 году, после подписания манильского договора Филиппинам была предоставлена независимость, содружество было упразднено, и Филиппины обрели полный суверенитет. Иногда её называют просто «Содружество». Содружество Филиппины окончательно прекратили своё существование после вступления в силу манильского договора 22 октября 1946 года